# Championnats panaméricains d'escrime 2010
Navigation
Édition précédente Édition suivante
Les 5es championnats panaméricains d'escrime se déroulent à San José au Costa Rica du 2 au 7 août 2010.

## Médaillés
| Épreuves                               | Or | Argent                                                                                | Bronze                                                                              |
| -------------------------------------- | --- | ------------------------------------------------------------------------------------- | ----------------------------------------------------------------------------------- |
| Épée                                   | |                                                                                       |                                                                                     |
| Hommes individuel résultats détaillés  | Guillermo Madrigal Sardinas                                                                            | Andrés Carrillo                                                                       | Vincent Pelletier Silvio Fernández                                                  |
| Hommes par équipes résultats détaillés | Cuba- Jesús Riaño Torres - Ringo Quintero Alvarez - Guillermo Madrigal Sardinas - Andrés Carrillo      | Canada- Tigran Bajgoric - Vicent Pelletier - Igor Gantsevich - Hugues Boisvert-Simard | États-Unis- Benjamin Bratton - Benjamin Ungar - Cody Mattern - Seth Kelsey          |
| Femmes individuel résultats détaillés  | Yamilka Rodriguez Quesada                                                                              | Kelley Hurley                                                                         | Courtney Hurley Zuleydis Ortiz Puente                                               |
| Femmes par équipes résultats détaillés | Cuba- Yamilka Rodriguez Quesada - Ariagne Ribot Laugoy - Zuleydis Ortiz Puente - Ceily Mendoza Venzant | Canada- Ainsley Switzer - Gabrielle Lavoie - Joanna Guy - Daria Jorquera Palmer       | États-Unis- Francesca Bassa - Courtney Hurley - Kelley Hurley - Lindsay Campbell    |
| Fleuret                                | |                                                                                       |                                                                                     |
| Hommes individuel résultats détaillés  | Antonio Leal                                                                                           | Miles Chamley-Watson                                                                  | João Antonio Sousa Alexander Massialas                                              |
| Hommes par équipes résultats détaillés | États-Unis- Kurt Getz - Gerek Meinhardt - Alexander Massialas - Miles Chamley-Watson                   | Venezuela- Cesar Bru - Jhon Perez - Carlos Eduardo Rodriguez - Antonio Leal           | Mexique- Daniel Gómez - David Gomez - Ramses Herrera - Raul Arizaga                 |
| Femmes individuel résultats détaillés  | Lee Kiefer                                                                                             | Monica Peterson                                                                       | Misleydis Compañy Doris Willette                                                    |
| Femmes par équipes résultats détaillés | États-Unis- Nicole Ross - Lee Kiefer - Nzingha Prescod - Doris Willette                                | Canada- Monica Peterson - Shannon Comerford                                           | Venezuela- Mariana Gonzalez - Marianny Rincones - Yulitza Suarez - Johana Fuenmayor |
| Sabre                                  | |                                                                                       |                                                                                     |
| Hommes individuel résultats détaillés  | Vincent Couturier                                                                                      | Hernán Jansen                                                                         | Nicolas Mayer Philippe Beaudry                                                      |
| Hommes par équipes résultats détaillés | États-Unis- Daryl Homer - Timothy Morehouse - James Williams - Benjamin Igoe                           | Canada- Nicolas Mayer - Joseph Polossifakis - Vincent Couturier - Philippe Beaudry    | Venezuela- Carlos Bravo - Jose Sequera - Hernán Jansen - Eliécer Rincones           |
| Femmes individuel résultats détaillés  | Mariel Zagunis                                                                                         | Sandra Sassine                                                                        | Ibtihaj Muhammad Dagmara Wozniak                                                    |
| Femmes par équipes résultats détaillés | États-Unis- Daria Schneider - Ibtihaj Muhammad - Dagmara Wozniak - Mariel Zagunis                      | Canada- Sandra Sassine - Julie Cloutier - Joelle Brisson - Olga Ovtchinnikova         | Mexique- Angelica Larios - Úrsula González - Angélica Aguilar                       |

## Tableau des médailles
| Rang  | Nation     | Or | Argent | Bronze | Total |
| ----- | ---------- | -- | ------ | ------ | ----- |
| 1     | États-Unis | 6  | 2      | 7      | 15    |
| 2     | Cuba       | 4  | 1      | 2      | 7     |
| 3     | Canada     | 1  | 7      | 3      | 11    |
| 4     | Venezuela  | 1  | 2      | 3      | 6     |
| 5     | Mexique    | 0  | 0      | 2      | 2     |
| 6     | Brésil     | 0  | 0      | 1      | 1     |
| Total | Total      | 12 | 12     | 18     | 42    |